# Охарано-дзиндзя
Охарано-дзиндзя (яп. 大原野神社 о:харано-дзиндзя) — синтоистское святилище, расположенное в районе Нисикё города Киото, Япония.

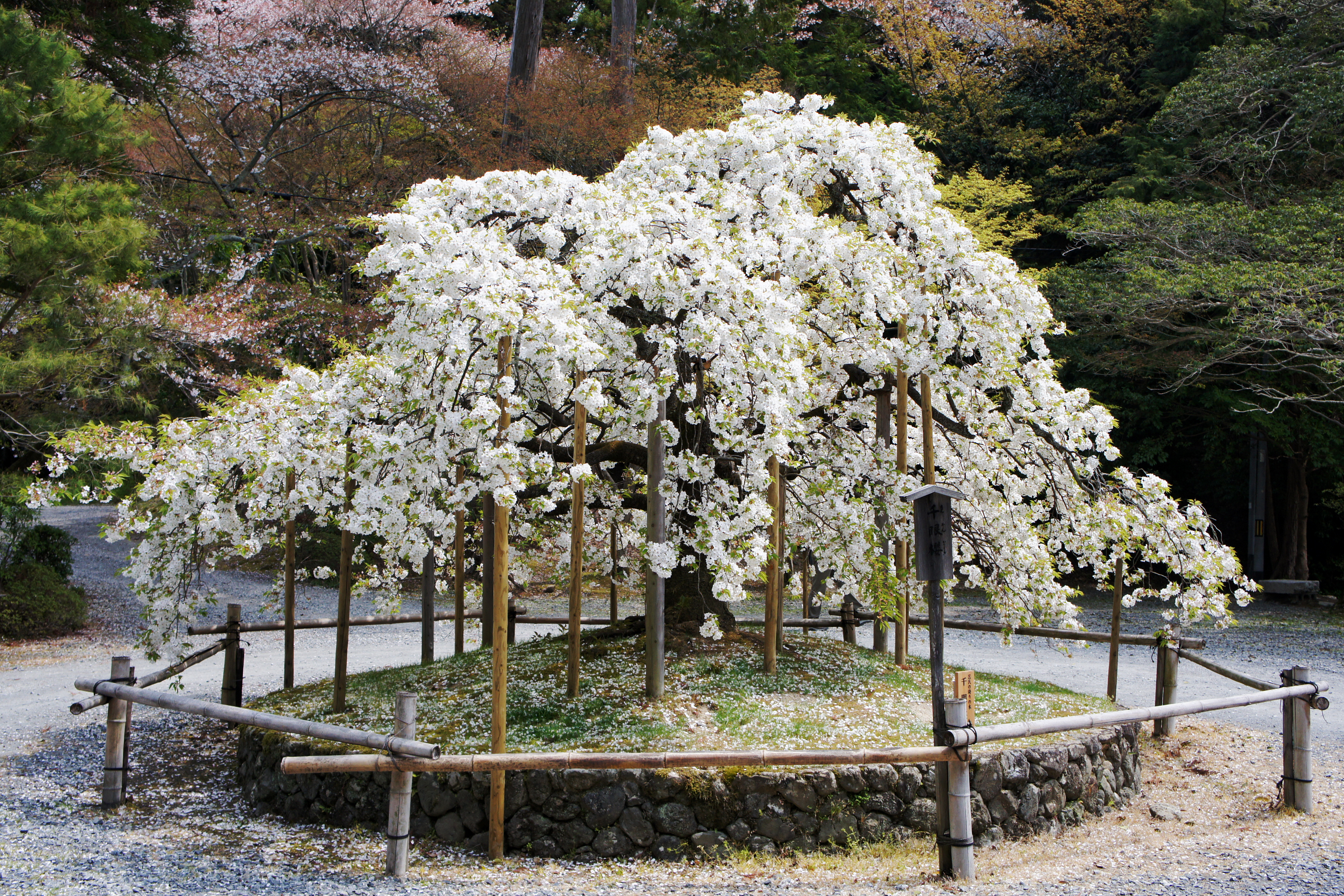
Сэнган-дзакура

Охарано посвящен родовому божеству Фудзивара — Амэнокоянэ, которое, как считается, помогало им при основании японского государства.
Святилище Охарано — филиал храма Касуга в Наре и является вторым по важности после него.
Святилище упоминается уже в «Энгисики». В эпоху Хэйан храм один из первых вошёл в список 22 элитных святилищ, получавшие непосредственную поддержку японского императорского двора. С 1871 по 1946 год святилище было официально причислено к кампэй тюся (яп. 官幣中社 средние императорские храмы) — второй по старшинству категории поддерживаемых государством святилищ.